# Fontenay-de-Bossery
Fontenay-de-Bossery è un comune francese di 83 abitanti situato nel dipartimento dell'Aube nella regione del Grand Est.

## Società

### Evoluzione demografica
Abitanti censiti